# Triệu Khắc Thạch
Triệu Khắc Thạch (giản thể: 赵克石; phồn thể: 趙克石; bính âm: Zhào Kèshí; sinh tháng 11 năm 1947) là Thượng tướng Quân Giải phóng Nhân dân Trung Quốc (PLA). Ông từng giữ chức vụ Ủy viên Quân ủy Trung ương Trung Quốc, Chủ nhiệm Tổng cục Hậu cần Quân Giải phóng Nhân dân Trung Quốc từ năm 2012, sau khi Trung Quốc cải cách quân đội vào tháng 1 năm 2016, ông được bổ nhiệm làm Chủ nhiệm Bộ Bảo đảm Hậu cần Quân ủy Trung ương Trung Quốc và giữ cương vị này đến tháng 9 năm 2017.

## Tiểu sử
Triệu Khắc Thạch sinh tháng 11 năm 1947 tại Cao Dương, tỉnh Hà Bắc. Tháng 1 năm 1968, ông gia nhập Quân Giải phóng Nhân dân Trung Quốc nhận nhiệm vụ chiến sĩ lục quân, kinh qua các chức vụ Tiểu đội trưởng, Trung đội trưởng, Tham mưu khoa tác chiến huấn luyện Bộ Tư lệnh Sư đoàn Bộ binh Lục quân, Phó Trưởng phòng tác chiến huấn luyện Bộ Tư lệnh Quân đoàn Lục quân, Trưởng phòng tác chiến huấn luyện Bộ Tư lệnh Quân đoàn Lục quân.
Tháng 12 năm 1988, ông được bổ nhiệm làm Phó Chủ nhiệm Phòng huấn luyện chiến thuật hiệp đồng Tam Giới (三界) thuộc Quân khu Nam Kinh. Từ tháng 8 năm 1990, ông đảm nhiệm Ủy viên Đảng ủy Ban Quân huấn Quân khu Nam Kinh kiêm Phó Trưởng ban Quân huấn Bộ Tư lệnh Quân khu Nam Kinh và Bí thư Đảng ủy Ban Quân huấn Quân khu Nam Kinh kiêm Trưởng ban Quân huấn Bộ Tư lệnh Quân khu Nam Kinh.
Tháng 3 năm 1994, ông được bổ nhiệm giữ chức Ủy viên Thường vụ Đảng ủy Tập đoàn quân, Tham mưu trưởng Tập đoàn quân 31 Lục quân, Quân khu Nam Kinh. Tháng 9 năm 1999, ông được bổ nhiệm làm Phó Tham mưu trưởng Quân khu Nam Kinh. Tháng 3 năm 2001, Triệu Khắc Thạch được bổ nhiệm giữ chức Phó Bí thư Đảng ủy Tập đoàn quân, Tư lệnh Tập đoàn quân 31 Lục quân, Quân khu Nam Kinh.
Tháng 6 năm 2004, ông được điều chuyển làm Ủy viên Thường vụ Đảng ủy Quân khu, Tham mưu trưởng Quân khu Nam Kinh. Tháng 7 năm 2005, ông được phong quân hàm Trung tướng. Tháng 9 năm 2007, Triệu Khắc Thạch được bổ nhiệm giữ chức vụ Phó Bí thư Đảng ủy Quân khu, Tư lệnh Quân khu Nam Kinh. Tháng 10 năm 2007, tại Đại hội Đảng Cộng sản Trung Quốc lần thứ 17, ông được bầu làm Ủy viên Ban Chấp hành Trung ương Đảng Cộng sản Trung Quốc khóa XVII. Ngày 19 tháng 7 năm 2010, Triệu Khắc Thạch được phong quân hàm Thượng tướng, hàm cao nhất trong Quân Giải phóng Nhân dân Trung Quốc.
Tháng 10 năm 2012, Triệu Khắc Thạch được bổ nhiệm làm Chủ nhiệm Tổng cục Hậu cần Quân Giải phóng Nhân dân Trung Quốc, thay cho Thượng tướng Liêu Tích Long nghỉ hưu. Ngày 14 tháng 11 năm 2012, tại Đại hội Đảng Cộng sản Trung Quốc lần thứ 18, Triệu Khắc Thạch được bầu làm Ủy viên Ban Chấp hành Trung ương Đảng Cộng sản Trung Quốc khóa XVIII. Ngày 15 tháng 11 năm 2012, Ban Chấp hành Trung ương Đảng Cộng sản Trung Quốc khóa 18 đã tiến hành phiên họp đầu tiên bầu ông làm Ủy viên Quân ủy Trung ương Trung Quốc. Sáng ngày 15 tháng 3 năm 2013, kỳ họp thứ nhất Đại hội đại biểu Nhân dân toàn quốc Trung Quốc (NPC) khóa 12 đã tiến hành phiên họp toàn thể thứ 5 bầu ông làm Ủy viên Ủy ban Quân sự Trung ương Cộng hòa Nhân dân Trung Hoa.
Ngày 11 tháng 1 năm 2016, Chủ tịch Quân ủy Trung ương Tập Cận Bình tuyên bố giải thể Bộ Tổng Tham mưu, Tổng cục Chính trị, Tổng cục Hậu cần và Tổng cục Trang bị của Quân giải phóng nhân dân Trung Quốc, để phân chia và sáp nhập vào các cơ quan của Quân ủy Trung ương; Triệu Khắc Thạch được bổ nhiệm làm Chủ nhiệm Bộ Bảo đảm Hậu cần Quân ủy Trung ương Trung Quốc. Tháng 9 năm 2017, Thượng tướng Tống Phổ Tuyển, Tư lệnh Chiến khu Bắc bộ được bổ nhiệm thay cho ông Triệu Khắc Thạch giữ chức Chủ nhiệm Bộ Bảo đảm Hậu cần Quân ủy Trung ương.